# NoViolet Bulawayo
NoViolet Bulawayo (født Elizabeth Tshele 12. oktober 1981 i Tsholotsho, Zimbabwe) er en zimbabweansk forfatter. Hun er født et år efter uafhængigheden fra Storbritannien, og er dermed en del af generationen 'born free', de første til at opvokse i Zimbabwe efter den hvide styre under bl.a. Ian Smith.
Som 18-årig flyttede Bulawayo til Michigan, USA. Hun har en kandidatgrad fra Cornell University, hvor hun også modtog et Truman Capote legat. Hun har været Stegner Fellow på Stanford University hvor hun fortsat underviser.
Hun vandt Caineprisen for afrikansk literatur i 2011.
Hendes første roman, We Need New Names, blev nomineret til Man Booker prisen.